# Вулиця Джона Маккейна (Київ)
Вулиця Джона Маккейна — вулиця в Печерському районі міста Києва, місцевість Саперне поле. Пролягає від Либідської площі до бульвару Лесі Українки.
Прилучаються вулиці Велика Васильківська, Академіка Філатова, Дмитра Годзенка, Чеська, Іоанна Павла II та Дмитра Дорошенка.

## Історія
Вулиця відома з 10-х років XX століття, мала назву Боєнський провулок (у списках 1915 року — Бойнинський провулок, від міської бойні, що містилася поряд), з 1940 року — Боєнська вулиця. 1963 року набула назву вулиця Івана Кудрі, на честь керівника київської підпільної групи чекістів Героя Радянського Союзу Івана Кудрі.
З квітня 2019 року вулиця носить сучасну назву на честь американського сенатора від штату Аризона Джона Маккейна, який всупереч Американській адміністрації Барака Обами активно закликав до надання військової допомоги Україні під час перших років українсько-російської війни.

## Установи

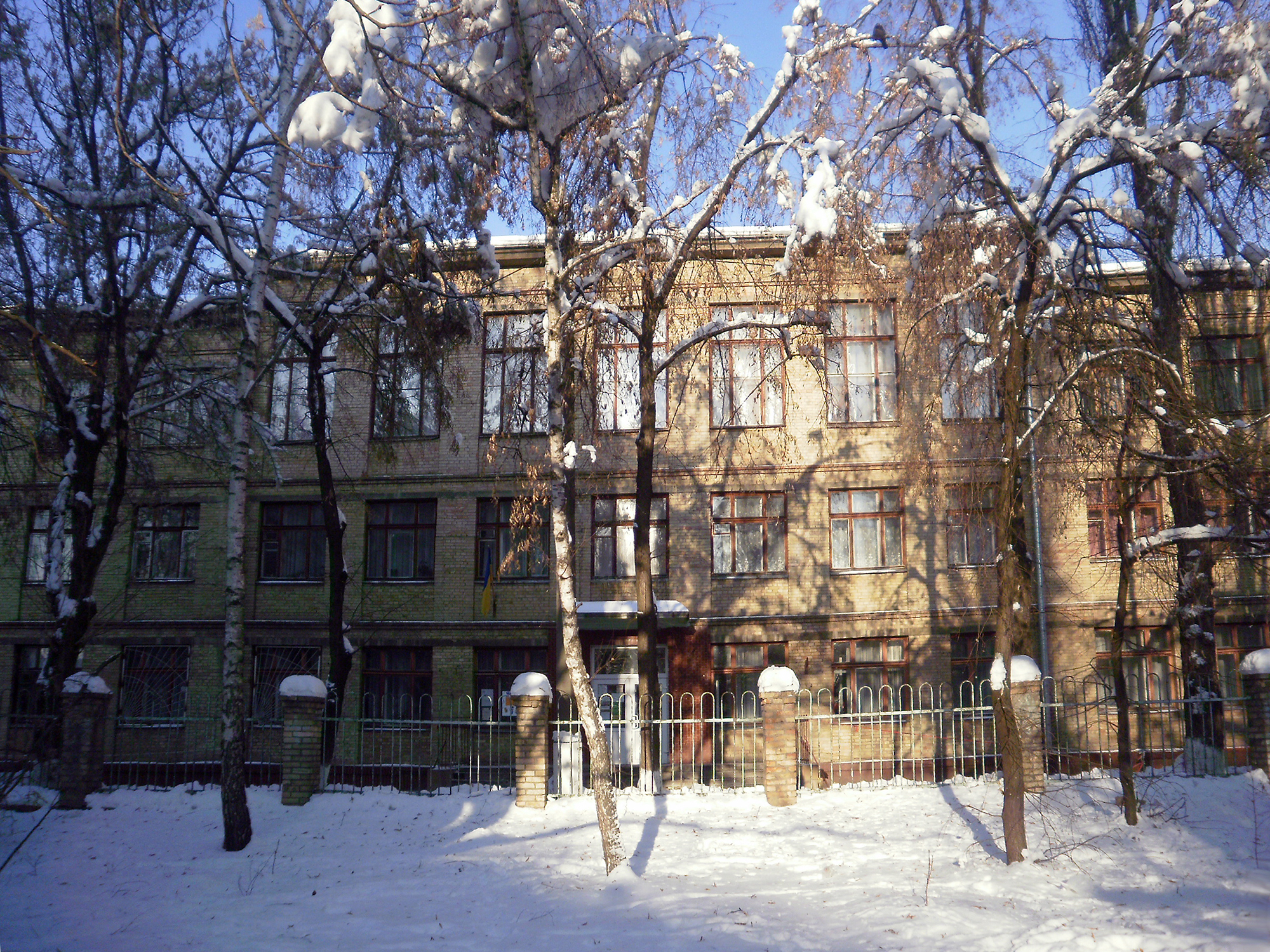
школа № 181, типовий проєкт 2-02-73, 1963 р.

- Дослідний завод електрозварювального обладнання Інституту електрозварювання імені Є. О. Патона НАН України (буд. № 5).
- Спеціалізована школа № 181 імені І. Кудрі (буд. № 22-а).
- Таврійський національний університет імені В. І. Вернадського, Київський коледж міського господарства Таврійського національного університету імені В. І. Вернадського[4] (буд. № 33).

## Меморіальні, пам'ятні та анотаційні таблиці
| Зображення | На честь кого, чого чи якої події | Адреса                                                       | Дата встановлення |
| ---------- | --------------------------------- | ------------------------------------------------------------ | ----------------- |
|            | Івана Кудрі                       | вулиця Джона Маккейна, 1                                     | 1965              |
|            | Івана Кудрі                       | бульвар Лесі Українки, 30 (на розі з вулицею Джона Маккейна) | 1965              |
|            | Другої дружини Олександра Гріна   | вулиця Джона Маккейна, 41                                    | 2001              |